# Ogyrides saldanhae
Ogyrides saldanhae is een garnalensoort uit de familie van de Ogyrididae. De wetenschappelijke naam van de soort is voor het eerst geldig gepubliceerd in 1947 door Barnard.